# 白氏树蛙
白氏树蛙（学名：Litoria caerulea），別稱老爺樹蛙、綠雨濱蛙，是一种原产于澳大利亚和新几内亚岛的树蛙，后被引入至美国和新西兰。白氏树蛙属雨滨蛙属（Litoria），它在生理学分类上很接近同属的大雨蛙（Litoria splendida）和巨雨滨蛙（Litoria infrafrenata）。
与澳大利亚常见的其他蛙类相比，白氏树蛙的体形较大，体长约10厘米；寿命较长，人工饲养环境下平均寿命达16年。白氏树蛙性情温和，与人类相处融洽，经常出现在室内的窗户上捕捉灯光引来的昆虫。
白氏树蛙是人类最为熟悉的蛙类之一，因为它近人的特性和可爱的样貌，在全世界许多地区，它常被作为一种奇异的宠物而饲养。白氏树蛙皮肤的分泌物含有抗菌及抗病毒成分，这或许可以成为相关药物的原料，为人类所用。

## 分布
白氏树蛙原产于澳大利亚东部和北部及新几内亚岛的南部，主要分布于温暖潮湿的热带地区。在澳大利亚东部稍冷的地区有少量分布，在澳大利亚南部的维多利亚州也有发现，但是白氏树蛙并不能适应澳大利亚南部寒冷的气候，无法过冬。
在新几内亚岛，白氏树蛙主要分布于较为干燥的南部地区，它的分布范围由伊里安岛到莫尔兹比港，尤其大量分布于达鲁岛（Daru Island）。在新几内亚岛北部地区，白氏树蛙也曾有被发现的记录，但一般认为是由人为引进的结果。
白氏树蛙也被人为引进到美国和新西兰，在美国它仅分布于佛罗里达州的两个地区，分布数量很少，其引进很可能是源自宠物贸易。在新西兰，曾经有相当数量的白氏树蛙存在，但自从20世纪50年代以后便再没有被发现过。

## 分类

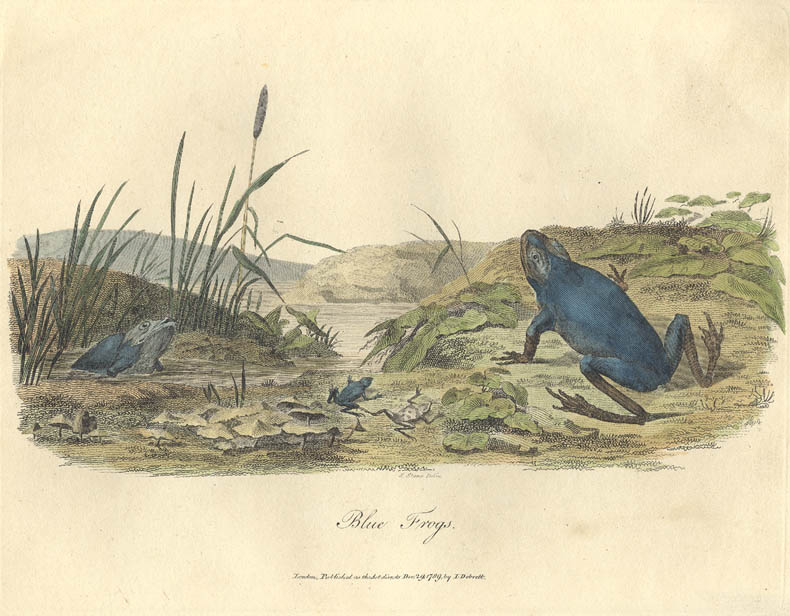
约翰·怀特书中的“蓝蛙”，1790年

白氏树蛙得名于这个物种的发现者约翰·怀特（怀特为“white”的音译，英文原意为白色），在怀特的1790年的书中首次被描述。它是澳大利亚第一个被科学分类的蛙种，它的最早标本被存放在英国，但在二战德国轰炸英国时被毁坏。
白氏树蛙全身为绿色，但最初却被命名为“蓝蛙”（Rana caerulea），因为白氏树蛙最早被带回英格兰的标本遭到了防腐剂的破坏，由绿色变为了蓝色。事实上，白氏树蛙全身的绿色原本是由一层黄色覆层覆盖到蓝绿色素上形成的，而防腐剂会把黄色覆层破坏，于是将蓝色显露出来，它的拉丁文名称“caerulea”同样也是蓝色之意。现在，白氏树蛙的常用名称已改为绿树蛙，但这个名称也经常与澳大利亚很多绿色的树蛙混淆，如美国绿树蛙（Hyla cinerea）。

## 体形特征

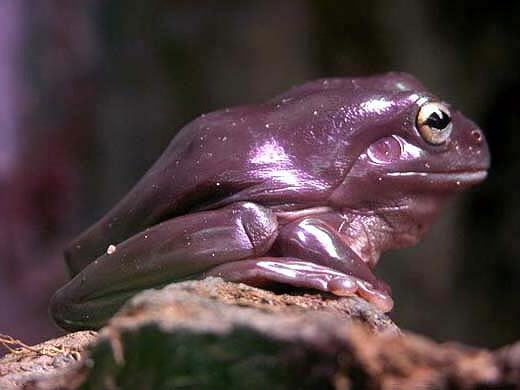
紫褐色的白氏树蛙

白氏树蛙体长可达10厘米，腹部肤色为白色，背部肤色随所处环境温度和颜色的不同由棕色至绿色而略有差异。部分白氏树蛙背部会无规则地分布有一些白色小斑点，一般直径不超过5毫米，其数量随年龄的增长而不断增加。白氏树蛙的脚趾末端长有吸盘，直径在5毫米左右，这可以大大增强白氏树蛙的攀爬能力，使其在光滑的竖向玻璃面上都可以自由的行走。白氏树蛙的前脚趾大约有三分之一的长度有蹼连接，后脚趾约四分之三。白氏树蛙的眼睛呈金色，并有水平虹膜，这一点也是雨滨蛙属的特有之处。它的的鼓膜是肉眼可见的。
白氏树蛙的样貌上也经常容易与大雨蛙和巨雨滨蛙发生混淆。大雨蛙主要分布在澳大利亚西北部，主要特点是头部有很大很明显的腮腺和顶突腺。巨雨滨蛙主要分布在澳大利亚东北部，主要特点是沿着下颌的边缘有一道明显的白色条纹。这些外貌特点都是白氏树蛙所不具备的。

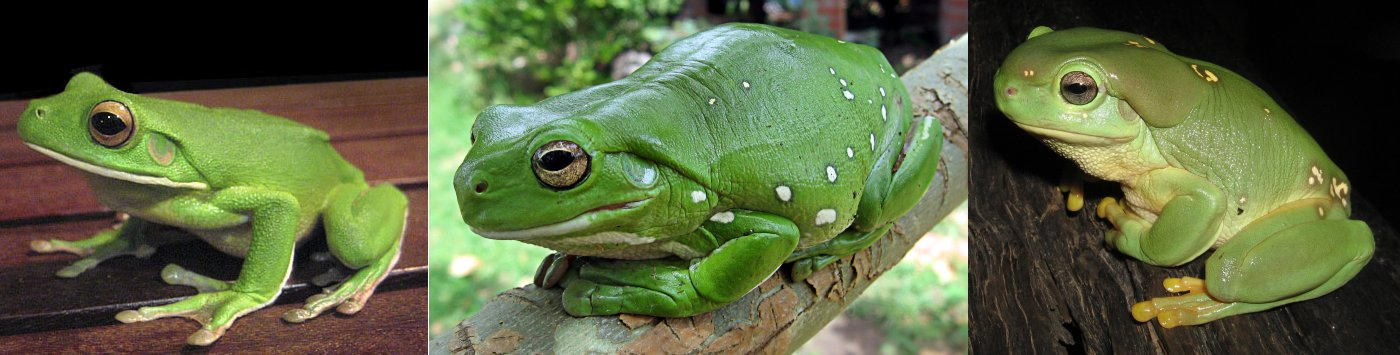
左侧是巨雨滨蛙，沿下颌的边缘有一道明显的白线；中间是白氏树蛙；右侧是大雨蛙，头部有明显的腮腺和顶突腺。

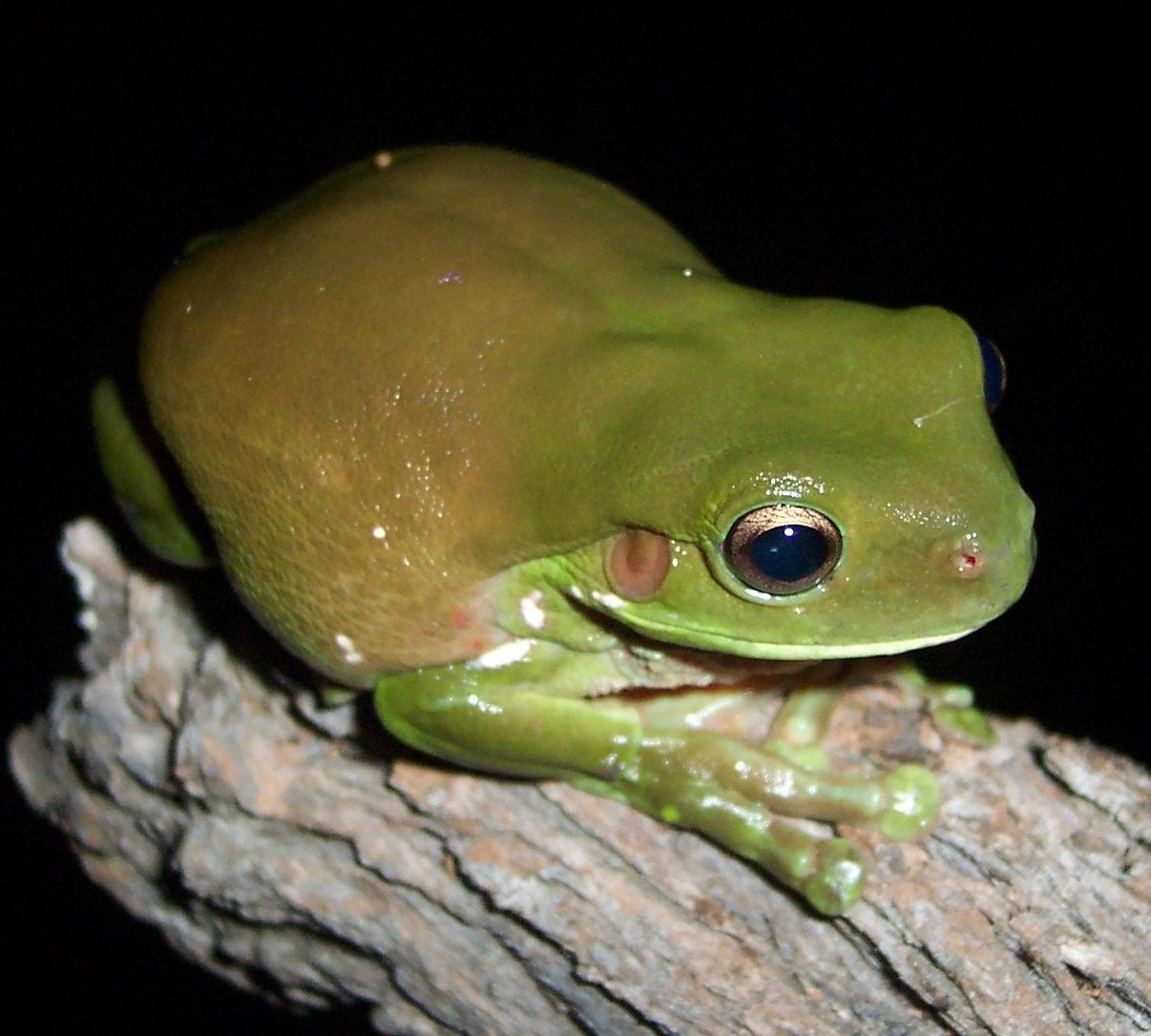
棕绿色的白氏树蛙

白氏树蛙是典型的两栖动物，刚孵化出的小蝌蚪体长有8.1毫米，全身皮肤为棕色，带有杂色斑点，成长过程中，下腹颜色逐渐变浅，最后至成年的白色，蝌蚪发育至最大时体长约44毫米，白氏树蛙在两岁左右时达到性成熟，卵为棕色，包裹在一层透明的卵膜内，直径为1.1毫米至1.4毫米。
虽然白氏树蛙有肺，但它的呼吸都全部是通过皮肤来完成，为了保证呼吸顺畅，它的皮肤必须保持湿润。然而湿润的皮肤有利于细菌的成长，易遭受病原体的入侵。为了预防此种情况的发生白氏树蛙的皮肤会分泌一种抗菌肽，其中含有许多包含抗菌和抗病毒成分的缩氨酸。其中也包含另一种类似胆囊收缩素主要成分的物质，有助消化和抗饥饿的作用。皮肤分泌出的部分缩氨酸成分也被发现可以破坏艾滋病病原体而不会伤害人体T细胞。

## 生态学，生活习性及生命史

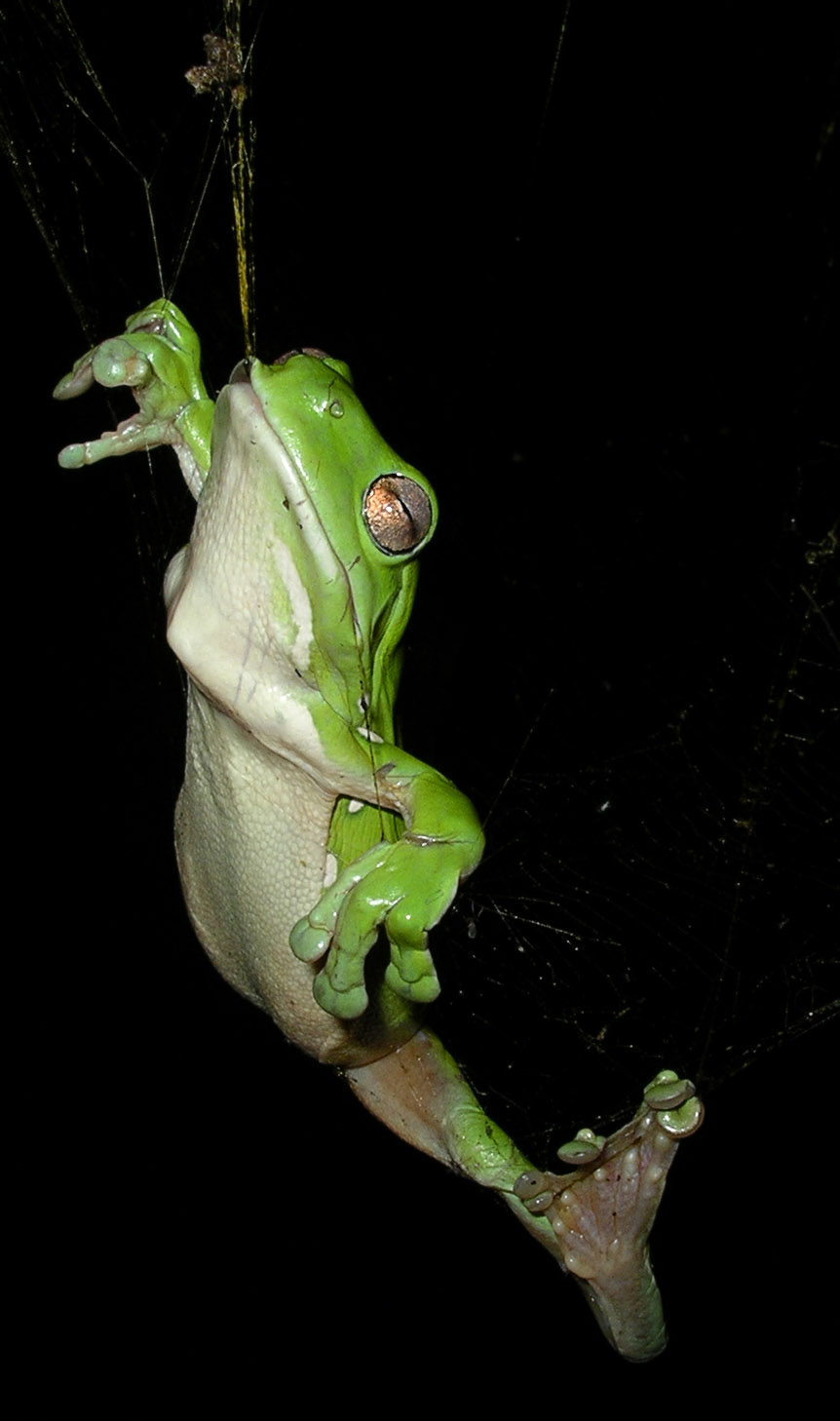
在把蜘蛛吃掉后，却被蜘蛛网缠住的白氏树蛙。樹蛙最後成功逃脫。

白氏树蛙性情温顺，白天会躲在潮湿阴冷的地方休息，很爱夜间出来活动，在春季和夏季，每到傍晚他们便开始鸣叫，夜晚进行捕食。在冬季，白氏树蛙则很少出来活动。
白氏树蛙可生活在各种不同的生活环境中，最常见的是，生活在湖边的树荫里；在稍冷的季节，他们也会选择长满芦苇的沼泽中；白氏树蛙也经常生活在有水源的室内环境中，如下水道或厕所里。此外，下水管、水池、水槽等，只有较高的湿度，并且温度较低，就会有白氏树蛙的身影。在交配季节，它们多会聚集到下水管和小型的水容器中，因为这些物体可以放大他们的叫声。
白氏树蛙的鸣叫低沉缓慢，重复多次。在每年的大多数时节，它们会选择较高的位置鸣叫，如树顶或屋顶的水槽，在交配季节，树蛙则会来到地面，选择水边附近，提高鸣叫的音量。同许多蛙类一样，在交配季节，白氏树蛙的鸣叫可以吸引异性的到来，在非交配季节，它们的叫声也会暴露自己的位置，尤其是在雨后，经常是成片的树蛙同时鸣叫，但其中的原因还未有明确的解释。当有危险靠近时，它们会发出重音大叫。
白氏树蛙的食物主要包括昆虫和蜘蛛，但也包括小青蛙甚至小的哺乳动物。白氏树蛙的牙齿不适于切断食物，所以食物必须足够小以使它能够放入嘴中。许多青蛙都靠伸出舌头粘住猎物来进行捕食，白氏树蛙也用此种办法捕食较小的猎物，至于一些较大的猎物，则主要靠突袭，然后用前爪把它填入嘴中。
白氏树蛙有几种澳大利亚本土的天敌，包括蛇、蜥蜴和鸟。欧洲人来到澳洲大陆后，也带来了包括猫、狗在内的一些外来天敌。白氏树蛙在人工饲养环境下平均寿命为16年，少数甚至可超过20年，在蛙类中较为少见。但在野生状态下，由于受天敌的威胁，平均寿命要略低一些。

## 繁殖

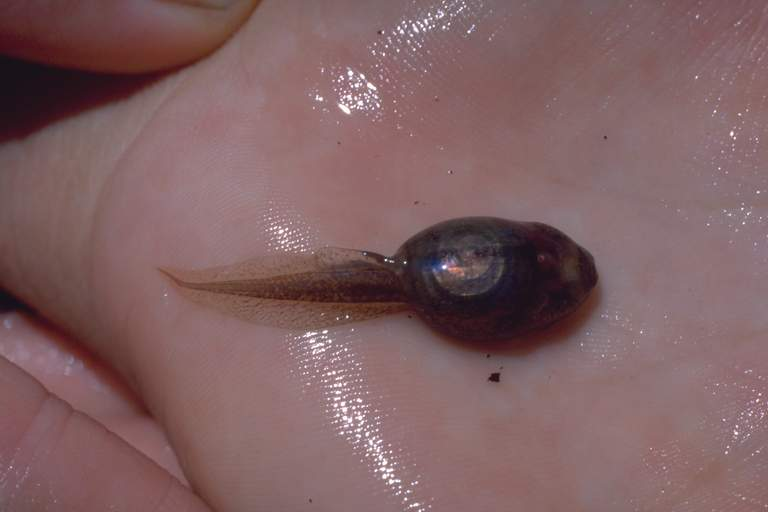
白氏树蛙的蝌蚪

白氏树蛙的交配季节为春末夏初，此前雄性树蛙将在前掌脚趾的内侧生出黑色的繁殖垫，这可以帮助雄蛙在抱合时紧紧地握住雌蛙。
在抱合期间，雄蛙将趴在雌蛙身上。雌蛙将以一定的速度将卵排出以保证精子可以进入卵内。每次将会有200至300枚卵被排入水中，由上至下总计约半米左右。卵沉入水中后会自动附着在水中的物体上。两只白氏树蛙将保持抱合约两天时间，在这期间，排卵将进行多次，总计约2000至3000只卵将被排出。每只卵在3天后孵化成蝌蚪，水温必须在28摄氏度至38摄氏度，水深在5厘米至50厘米之间，蝌蚪才能存活。蝌蚪的蜕变将在两个月至三个月后发生，2年后达到性成熟。

## 保护状况
澳大利亚政府给出的白氏树蛙的保护依据为《1999年联邦环境保护和生物多样性保护法案》。目前，许多白氏树蛙的自然栖息地已被破坏，部分白氏树蛙也有感染蛙壶菌。这两个原因导致白氏树蛙的数量不断下减。但是由于白氏树蛙平均寿命较长，关于白氏树蛙数量减少状况的精确统计则需花费较长时间进行观察。

## 宠物
白氏树蛙是蛙类中一种较为受欢迎的宠物，它温顺的性格，类似卡通形象的外貌，较长的寿命，都使它很受宠物饲养者的喜爱。此外，白氏树蛙饮食范围较广，宜于人工喂食，抗病能力也相对较强。但饲养白氏树蛙经常遇到饮食过量的问题，在野外，它们要捕食猎物，逃避敌害，可以消耗很多体力，但人工饲养环境下，它们一般都被限制在有限的活动空间里，被直接饲养，这样就减轻了它们捕食的压力，体重不断增加，大量脂肪堆积，导致过度肥胖。